# Martin P. Robinson
Martin P. Robinson est un marionnettiste américain né le 9 mars 1954 à Dearborn au Michigan.

## Biographie

### Jeunesse
Martin P. Robinson est né le 9 mars 1954 à Dearborn au Michigan. Son père est ingénieur en hydraulique et sa mère est enseignante. En tant qu'enfant son jour préféré est Halloween car il pouvait se costumer. Il grandit à Milwaukee et est diplômé de la Brookfield East High School à Brookfield au Wisconsin. Il intègre l'American Academy of Dramatic Arts et en sort diplômé en 1974. Il souhaite initialement devenir acteur, mais les opportunités étaient trop rares. Il intègre alors une société de marionnettistes, travaillant régulièrement sous les ordres de Bil Baird.

### Carrière
Martin P. Robinson est principalement connu pour son travail sur la série 1, rue Sésame incarnant les personnages de Telly MOnster, M. Snuffleupagus, Slimey le ver de compagnie d'Oscar, Irvine la nièce d'Oscar, Buster le cheval et Shelley la tortue, pendant plus de 40 ans,,.
Il a aussi conçu, construit et incarné les marionnettes d'Audrey II dans la comédie musicale Little Shop of Horrors. Il interprète aussi Riff le chat et Clef le père dans Allegra's Window et l'animatronique de Leonardo dans Les Tortues Ninja. Il a également tenu le poste d'entraîneur des marionnettistes de Sesame Tree et le personnage du Chat chapeauté dans la deuxième saison de The Wubbulous World of Dr. Seuss.

### Vie privée
Martin P. Robin se marie le 9 août 2008 avec la scénariste de 1, rue Sésame, Annie Evans, sur le plateau de la série aux Kaufman Astoria Studios dans le Queens à New York. Ensemble ils ont deux jumelles née le 12 février 2009. Il a également trois enfants issus d'un mariage précédent et deux petits-enfants. Il vit avec sa famille à Redding au Connecticut.

## Filmographie

### Cinéma
- 1981 : Muppet Side Splitter : Papa Luigi
- 1984 : Les Muppets à Manhattan
- 1985 : Follow That Bird
- 1996 : L'Île au trésor des Muppets : Shark et Big Snort
- 1997 : Sesame Street: Get Up and Dance
- 1998 : A Brief History of Motion Pictures : Telly
- 1999 : Elmo au pays des grincheux : Telly, Pestie et le mec du lavomatique
- 2003 : Sesame Street: 4-D Movie Magic : Telly
- 2010 : Sesame Street: Preschool is Cool, ABCs with Elmo : Telly
- 2010 : Sesame Street: The Very Best of Elmo
- 2012 : Sesame Street: Elmo's Magic Numbers : Fluffy
- 2012 : Sesame Street: Elmo's Alphabet Challenge : Telly
- 2014 : Sesame Street: Elmo's World - All About Animals : Telly
- 2015 : Artifice: Loose Fellowship and Partners : Albermarle
- 2016 : Elmo's World: Elmo Wonders : Silmey et Fluffy

### Télévision
- 1980-2023 : 1, rue Sésame : plusieurs marionnettes (751 épisodes)
- 1983 : Big Bird in China : Telly
- 1983 : Don't Eat the Pictures: Sesame Street at the Metropolitan Museum of Art : M. Snuffleupagus
- 1985 : Jim Henson's Little Mupper Monsters : Rat, Alien et vache (2 épisodes)
- 1991 : Big Bird's Birthday or Let Me Eat Cake : M. Snuffleupagus, Telly et Fish
- 1993 : Sesame Street Jam: A Musical Celebration : Telly Monster
- 1997-1998 : The Wubbulous World of Dr. Seuss : Le Chat chapeauté (2 épisodes)
- 1994-1998 : Allegra's Window : Riff, Cleff et Flugie (20 épisodes)
- 2009-2013 : Late Night with Jimmy Fallon : M. Snuffleupagus et autres marionnettes (2 épisodes)
- 2013 : Good Morning America : Telly (1 épisode)
- 2015 : Saturday Night Live : M. Snuffleupagus (1 épisode)
- 2019-2022 : Helpsters : M. Primm (35 épisodes)
- 2021 : New York, crime organisé : le marionnettiste de la pieuvre (1 épisode)

### Jeu vidéo
- 1988 : Sesame Street: Oscar's Letter Party
- 1988 : Let's Learn to Play Together
- 1991 : Sesame Street: Numbers : Aloysius Snuffleupagus
- 1996 : Sesame Street: Get Set to Learn! : Telly et les martiens
- 1997 : Sesame Street: Letters : M. Snuffleupagus et Telly
- 1998 : Sesame Street Reading Adventure : Telly
- 1998 : Sesame Street: Grover's Travels : Snuffy et le Gouverneur
- 1999 : MUGEN
- 2001 : Sesame Street Sports : Telly